# Imma Be
Imma Be is een nummer van de Amerikaanse band The Black Eyed Peas uit 2010. Het is de vijfde single van hun vijfde studioalbum The E.N.D., waarvan het verscheen als promotiesingle.

## Achtergrondinformatie
"Imma Be" gaat over de toekomstplannen van de liedvertellers, en over het leven vieren. Het nummer begint langzaam, maar wordt later dansbaarder en meer uptempo. In tegenstelling tot de vorige singles van The E.N.D., deed "Imma Be" het internationaal een stuk minder goed. Hoewel het in Amerika zeer succesvol was met een nummer 1-positie in de Billboard Hot 100, werd het in Europa slechts een bescheiden succesje. In Nederland bereikte het bijvoorbeeld de 5e positie in de Tipparade, terwijl het in Vlaanderen op de 2e positie in de Tipparade terechtkwam.
De bijbehorende videoclip vormt één geheel met die van Rock That Body. De clips zijn twee verhalen die in elkaar overlopen, vandaar dat de clip de titel "Imma Be Rocking That Body" draagt.
Het nummer verscheen in de film The Hangover Part II (2011).

## Tracklijst
- Cd-single

1. "Imma Be" (Clean Radio Edit) - 3:54
2. "Imma Be" (Super Clean Radio Edit) - 3:54

- Muziekdownload

1. "Imma Be" (Wolfgang Gartner remix) - 6:24
2. "Imma Be" (Danger Olympic Remix) - 4:31
3. "Imma Be" (Poet Name Life & DJ Ammo remix) - 4:42
4. "Rock That Body" (Skrillex remix) - 5:09
5. "Rock That Body" (Chris Lake remix) - 5:54
6. "Rock That Body" (Apl.de.ap & DJ Replay remix) - 5:54